# La Mancha (DO)
Pour les articles homonymes, voir La Mancha.
La Mancha est une dénomination d'origine (équivalent espagnol de l'appellation d'origine contrôlée, AOC) pour les vins originaires d'une vaste zone viticole qui s'étend sur une grande partie des provinces de Tolède, d'Albacete, de Cuenca et de Ciudad Real, dans la communauté autonome espagnole de Castille-La Manche.
Irrigué par les fleuves Guadiana, Tage et Júcar, ce vignoble est le plus grand du monde et compte environ 400 000, 500 000 ou 600 000 hectares de vignes[Quoi ?], dont environ 170 000 sont sous la DO La Mancha, ce qui en fait également l'appellation d'origine avec le plus grand nombre de vignobles enregistrés de toute l'Espagne, qui lui vaut d'être connu sous le nom de La Bodega de Europa (la cave de l'Europe). Au total, la DO La Mancha comprend 182 municipalités et plus de 250 établissements viticoles, dont beaucoup atteignent des dimensions colossales.

## Histoire
L'origine connue du vin de La Mancha date du XIIe siècle au plus fort de la Reconquista, bien que certains prétendent qu'elle remonte à l'époque romaine. Aux XVIe et  XVIIe siècles, les vins de cette région approvisionnaient la cour en raison de sa proximité avec Madrid, et le vin de La Mancha est fréquemment mentionné dans le livre le plus universel écrit en langue espagnole, Don Quichotte de La Mancha. 

Au XIXe siècle, l'extension de la culture s'est intensifiée notamment pour la production du Marquis de Mudela, appelé le « Colomb de la Mancha », Francisco de las Rivas y Ubieta (es), pour avoir eu le mérite d'avoir : 

« deviné sous les plaines chaudes et stériles de la Mancha des rivières de sève et d'or ! Il a rendu la stérilité elle-même fertile.

Il a couvert de sarments de vigne verts la zone sablonneuse typique où Don Quichotte et Sancho ont parcouru leur folie et leur bon sens.

Des villages où la misère dominait sont aujourd'hui, grâce au marquis de Mudela, riches et prospères. »

## Environnement
Situé au cœur du sous-plateau sud, le terrain n'est pas très accidenté et l'altitude est d'environ 700 mètres. Le sol est calcaire, souvent de couleur rougeâtre. Le climat est continental avec une température moyenne de 14 °C. Les étés sont très chauds, dépassant même 40 °C, et les hivers sont longs et froids, avec des températures allant jusqu'à −15 °C. Les précipitations varient entre 300 et 400 mm.

## Caractéristiques
- Rouges : vins de 11,5° à 13° d'alcool. Il y a les jeunes, les traditionnels, le roble (60 jours minimum de vieillissement en barrique de chêne), le crianza (6 mois minimum de vieillissement en barrique de chêne), le reserva (12 mois minimum de vieillissement en barrique de chêne) et le gran reserva (18 mois minimum de vieillissement en barrique de chêne).
- Rosés : vins de 10,5° à 13° d'alcool.
- Blancs : vins de 10,5° à 13° d'alcool.
- Mousseux : secs, demi-secs, doux, extra-secs et extra-brut, avec un arôme fruité.
- Vin doux naturel : degré alcoolique volumique naturel supérieur à 15 % vol. et degré alcoolique volumique acquis non inférieur à 13 % vol.
- Vins pétillants

## Cépages
- Blancs : airén, macabeo, chardonnay, sauvignon blanc, verdejo, muscat blanc à petits grains, pedro ximénez, parellada, torrontés, gewürztraminer, riesling et viognier.
- Rouges : tempranillo, grenache, moravia, cabernet sauvignon, syrah, merlot, petit verdot, graciano, malbec, cabernet franc et pinot noir.

## Millésimes[1]
- 1970 Très bon
- 1971 Bon
- 1972 Insuffisant
- 1973 Moyen
- 1974 Bon
- 1975 Très bon
- 1976 Insuffisant
- 1977 Excellent
- 1978 Très bon
- 1979 Bon
- 1980 Très bon
- 1981 Bon
- 1982 Très bon
- 1983 Bon
- 1984 Très bon
- 1985 Bon
- 1986 Bon
- 1987 Bon
- 1988 Bon
- 1989 Très bon
- 1990 Bon
- 1991 Bon
- 1992 Très bon
- 1993 Excellent
- 1994 Très bon
- 1995 Bon
- 1996 Très bon
- 1997 Très bon
- 1998 Excellent
- 1999 Très bon
- 2000 Très bon
- 2001 Très bon
- 2002 Très bon
- 2003 Très bon
- 2004 Excellent
- 2005 Très Bon
- 2006 Très bon
- 2007 Excellent
- 2008 Très bon
- 2009 Très bon
- 2010 Très bon
- 2011 Excellent
- 2012 Excellent
- 2013 Bon
- 2014 Excellent
- 2015 Très bon
- 2016 Très bon
- 2017 Excellent
- 2018 Très bon
- 2019 Très bon

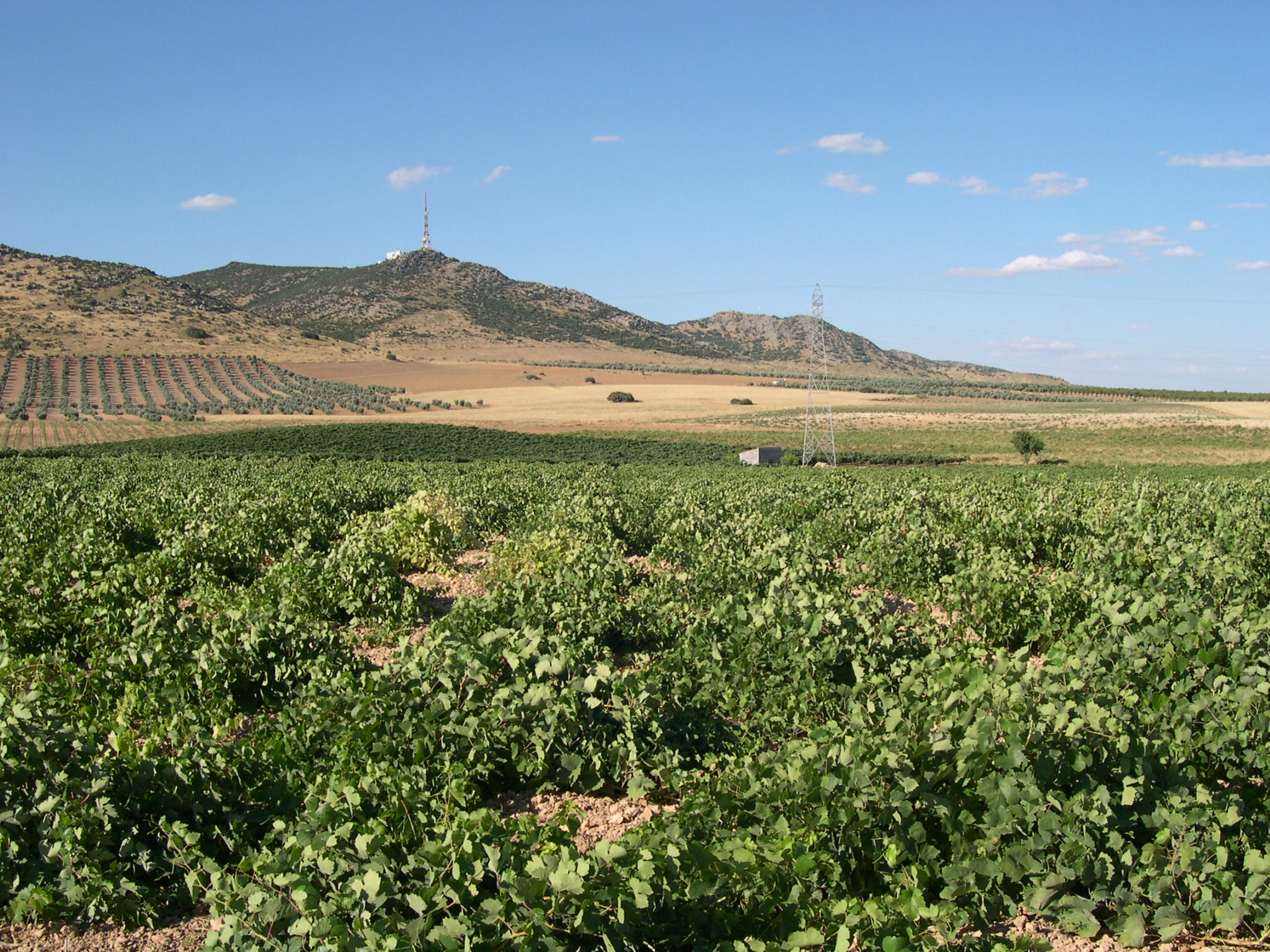
Vignoble de Ciudad Real.
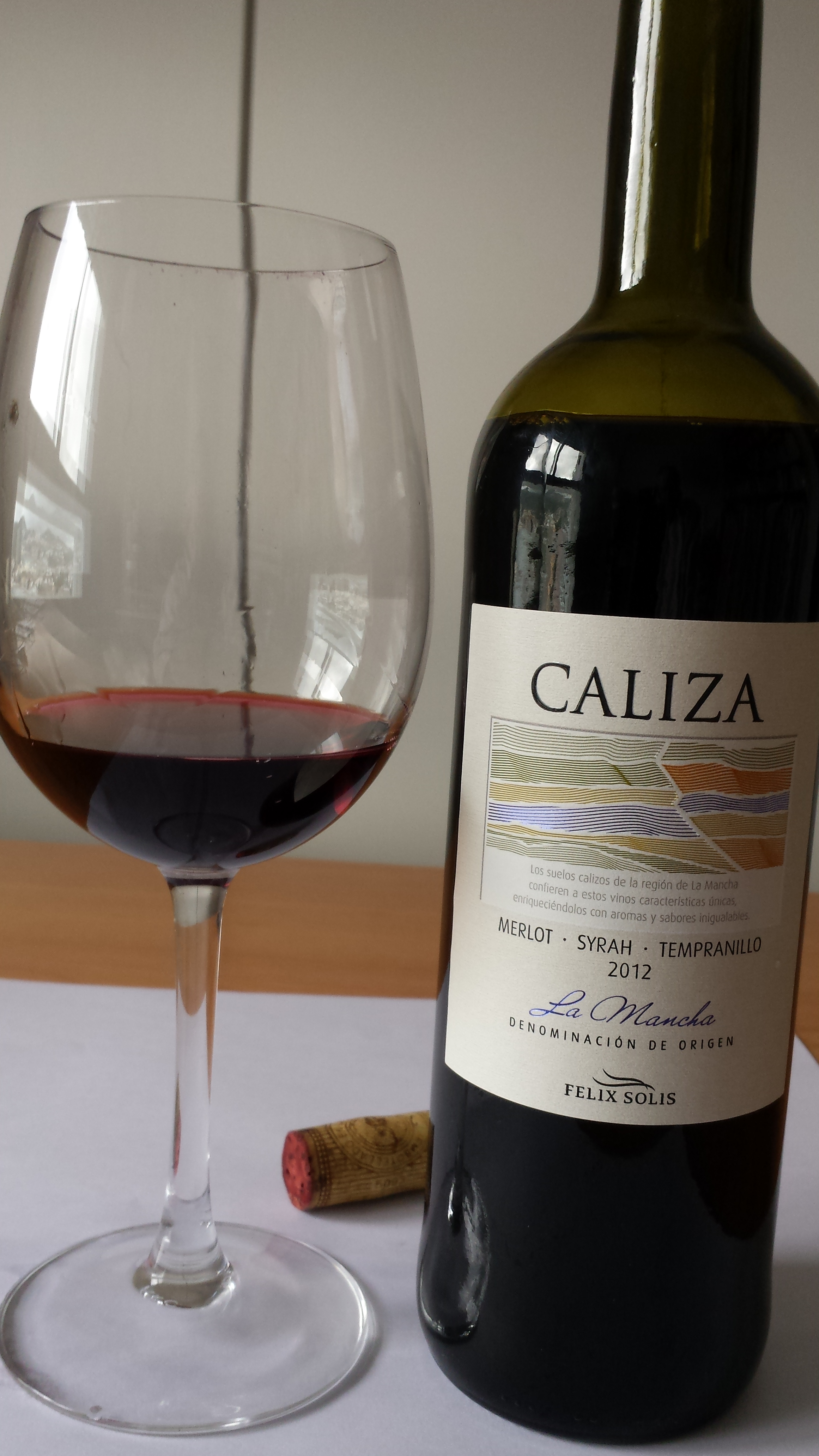
Vin rouge de la DO La Mancha.
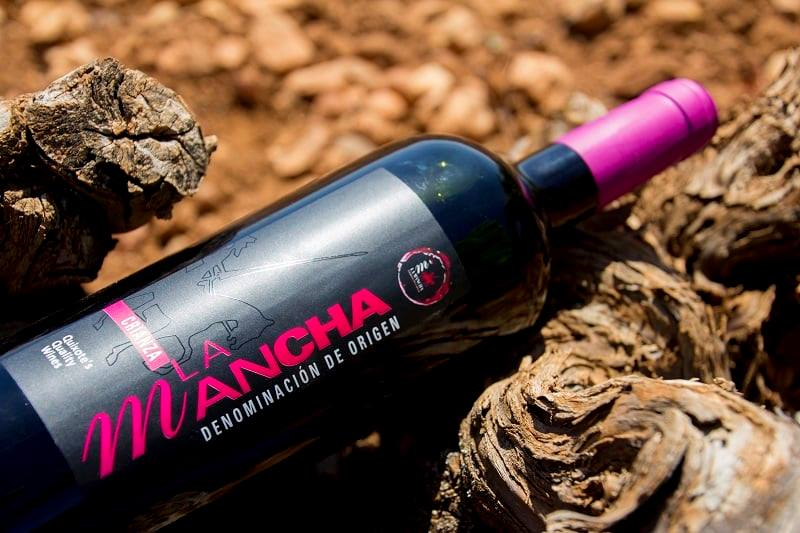
Vin crianza de la DO La Mancha.
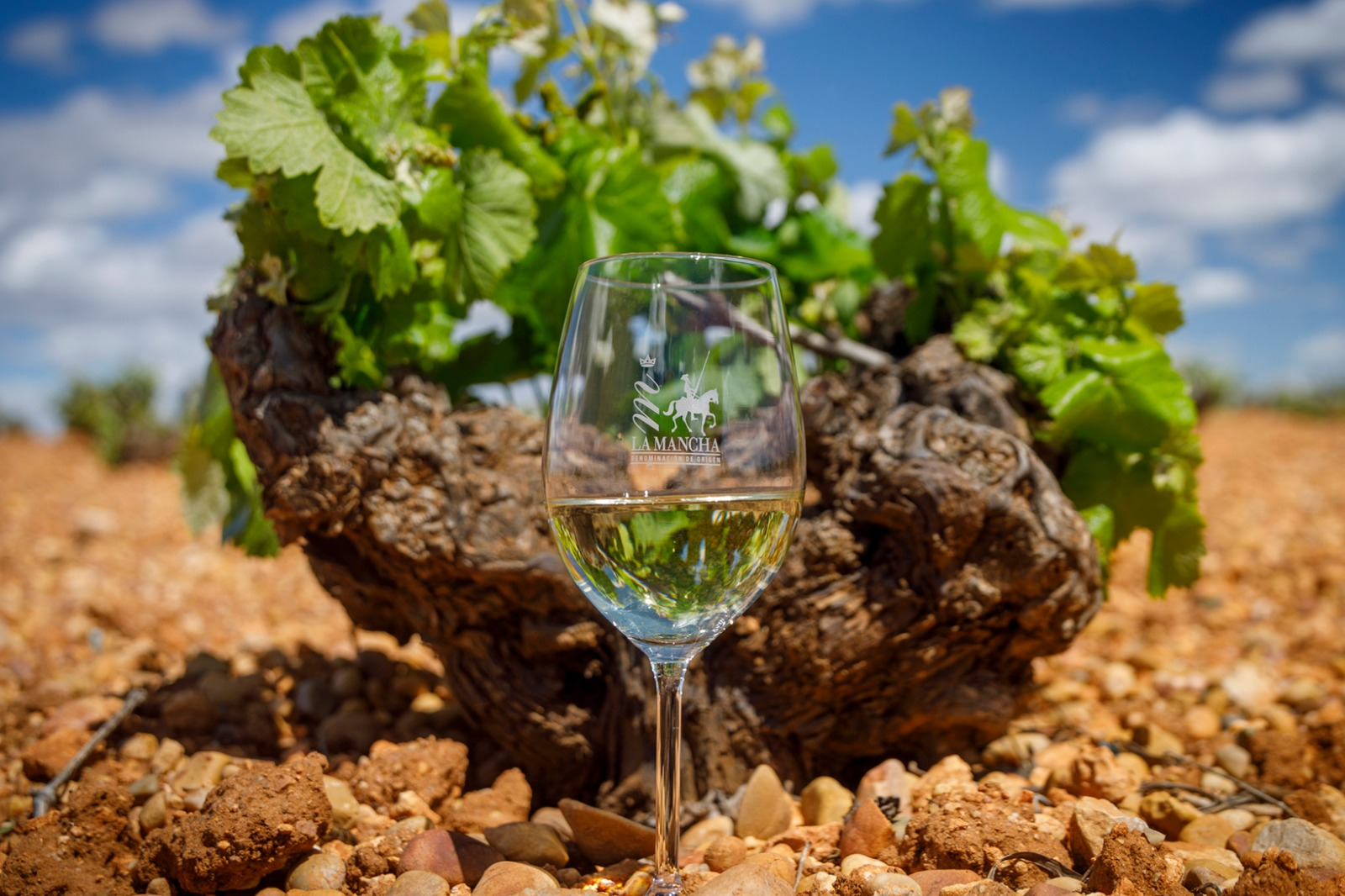
Vin blanc de la DO La Mancha.